# خانه بافنده
خانه بافنده مربوط به دوره قاجار است و در کاشان، خیابان علوی، محله سلطان امیر احمد، کوچه احسنی واقع شده و این اثر در تاریخ ۱۱ مرداد ۱۳۸۴ با شمارهٔ ثبت ۱۲۳۲۴ به‌عنوان یکی از آثار ملی ایران به ثبت رسیده است.